# Championnat de France féminin de volley-ball 1979-1980
Navigation
Saison précédente Saison suivante
| \| Clamart Lyon Montpellier Paris UC CASG Paris RC de France Nancy Tourcoing \| Localisation des clubs engagés dans le championnat. |
| Clamart Lyon Montpellier Paris UC CASG Paris RC de France Nancy Tourcoing                                                           |

Le Championnat de France de volley-ball féminin, Nationale 1 1979-1980, a opposé les huit meilleures équipes françaises de volley-ball.

## Listes des équipes en compétition
| CSM Clamart       |
| ASU Lyon          |
| ASPTT Montpellier |
| SLUC Nancy        |
| RC de France      |
| CASG Paris        |
| Paris UC          |
| Tourcoing Sports  |

## Formule de la compétition
- Phase régulière, les équipes se rencontrent en match aller/retour.
- Les quatre premiers du classement se rencontrent en trois tournois (dit tournois des As). Le classement final est établi à l'issue des six rencontres.
- Les deux derniers du classement sont rétrogradés en Nationale 2

## Saison régulière

### Classement
| # | Équipe            |
| 1 | ASU Lyon (T)      |
| 2 | CSM Clamart       |
| 3 | Tourcoing Sports  |
| 4 | ASPTT Montpellier |
| 5 | Paris UC          |
| 6 | SLUC Nancy        |
| 7 | CASG Paris        |
| 8 | RC de France      |

|     | Qualification pour les tournois des As 1980 |
|     | Rétrogradation en Nationale 2               |
| (T) | Tenant du titre 1979                        |

## Tournois des As

### Classement
| # | Équipe      | Pts | J | G | P | SP | SC |
| 1 | Lyon        | 10  | 6 | 4 | 2 | 15 | 12 |
| 2 | Clamart     | 9   | 6 | 3 | 3 | 14 | 13 |
| 3 | Tourcoing   | 9   | 6 | 3 | 3 | 13 | 14 |
| 4 | Montpellier | 8   | 6 | 2 | 4 | 11 | 15 |

## Bilan de la saison
| Tableau d'Honneur |           |
| Compétition       | Vainqueur |
| Nationale 1       | Lyon      |

| Qualifications européennes 1980-1981 |                  |
| Compétition                          | Qualifiés        |
| Coupe d'Europe des Clubs Champions   | Lyon             |
| Coupe des vainqueurs de Coupes       | Clamart          |
| Coupe de la CEV                      | Tourcoing Sports |

| Promotions et relégations |                           |
| Relégués en Nationale 2   | CASG Paris RC de France   |
| Promu de Nationale 2      | AS Grenoble RSC Champigny |